# Hasenberg (Zittau)
Hasenberg, auch Vorwerk am Hasenberg genannt, ist ein Weiler auf der Gemarkung von Zittau, Landkreis Görlitz. Den Kern der zum Stadtteil Zittau-Nord gehörigen Ansiedlung bilden die beiden unteren Hasenberggüter, auf Eckartsberger Flur befindet sich das Gut Oberhasenberg.

## Geografie

### Lage
Hasenberg liegt im südlichen Teil des Landkreises im Zittauer Becken in der Östlichen Oberlausitz. Der Weiler befindet sich in der vom Hasenbergwasser durchflossenen Hasenbergsenke. Nordwestlich befindet sich, bereits auf Mittelherwigsdorfer Flur, der Hasenbergspeicher. Südlich erhebt sich der Kummersberg.

### Nachbarorte
| Oberherwigsdorf   | Oberhasenberg                               | Vierhäuser, Eckartsberg |
| Mittelherwigsdorf | Kompassrose, die auf Nachbargemeinden zeigt | Eckartsberg             |
| Pethau            | Zittau                                      | Zittau                  |

## Geschichte
Über die Anfänge der Besiedlung des Hasenberges und die Wasserburg Hasenberg ist nichts bekannt. 1391 wurde das Vorwerk „Hatzenfleck“ (Oberhasenberg) und 1464 das „Städtische Gut am Hasenberg“ erstmals erwähnt. Das dritte der Hasenberggüter war das „Radgendorfer Dominium am Hasenberg“. Bis 1822 hatten die drei Hasenberggüter unterschiedliche Besitzer.
Zwischen 1826 und 1827 wurde östlich von Hasenberg die Hohe Heer- und Landstraße angelegt. In die neue Straßenbrücke über das Hasenbergwasser wurde ein Gedenkstein mit der Inschrift „Consule Neseno Anno 1545“ eingelassen, der von der Brücke der alten Zittau-Herrnhuter-Straße stammte. Die westlich der neuen gestandene alte Brücke wurde abgebrochen.
In der zweiten Hälfte des 19. Jahrhunderts erfolgte südöstlich von Hasenberg bis hin zum Eckartsberger Schlößchen in zumeist kleinen Schachtanlagen durch Zittauer Bürger und Handwerker der Abbau von Braunkohle. 1933 wurde am Südhang des Hasenberges in der Senke des Bergstraßenwassers die Kleingartenanlage „Am Hasenberg“ angelegt.
Die drei Hasenberggüter wurden 1960 zur „GPG Hasenberg“ zusammengeschlossen, die auf 45 ha nördlich von Zittau bis hin zur Weinau Gemüse anbaute. In den 1970er Jahren wurde das Hasenbergwasser nordwestlich des Vorwerks angestaut. Der neugeschaffene Hasenbergspeicher war als Reservoir zur Bewässerung der Felder der GPGs Edelweiß und Hasenberg vorgesehen. Da die Zuflüsse aus dem Hasenbergwasser nicht ausreichten, wurde 1978 eine Fernwasserleitung hergestellt, über die Grubenwasser aus dem Tagebau Olbersdorf in den Hasenbergspeicher gepumpt wurde. Im Zuge des größten Beregnungsprojektes im Bezirk Dresden wurde ab 1978 ausgehend vom Hasenberg ein knapp 20 km langes Rohrnetz mit 900 Hydranten über die Herwigsdorfer Höhe bis zum Kummersberg und der Weinau angelegt, über das mittels 600 m breiten Rollregnern anfänglich 300 ha Gemüseanbaufläche bewässert wurden.

## Niederes Hasenberggut

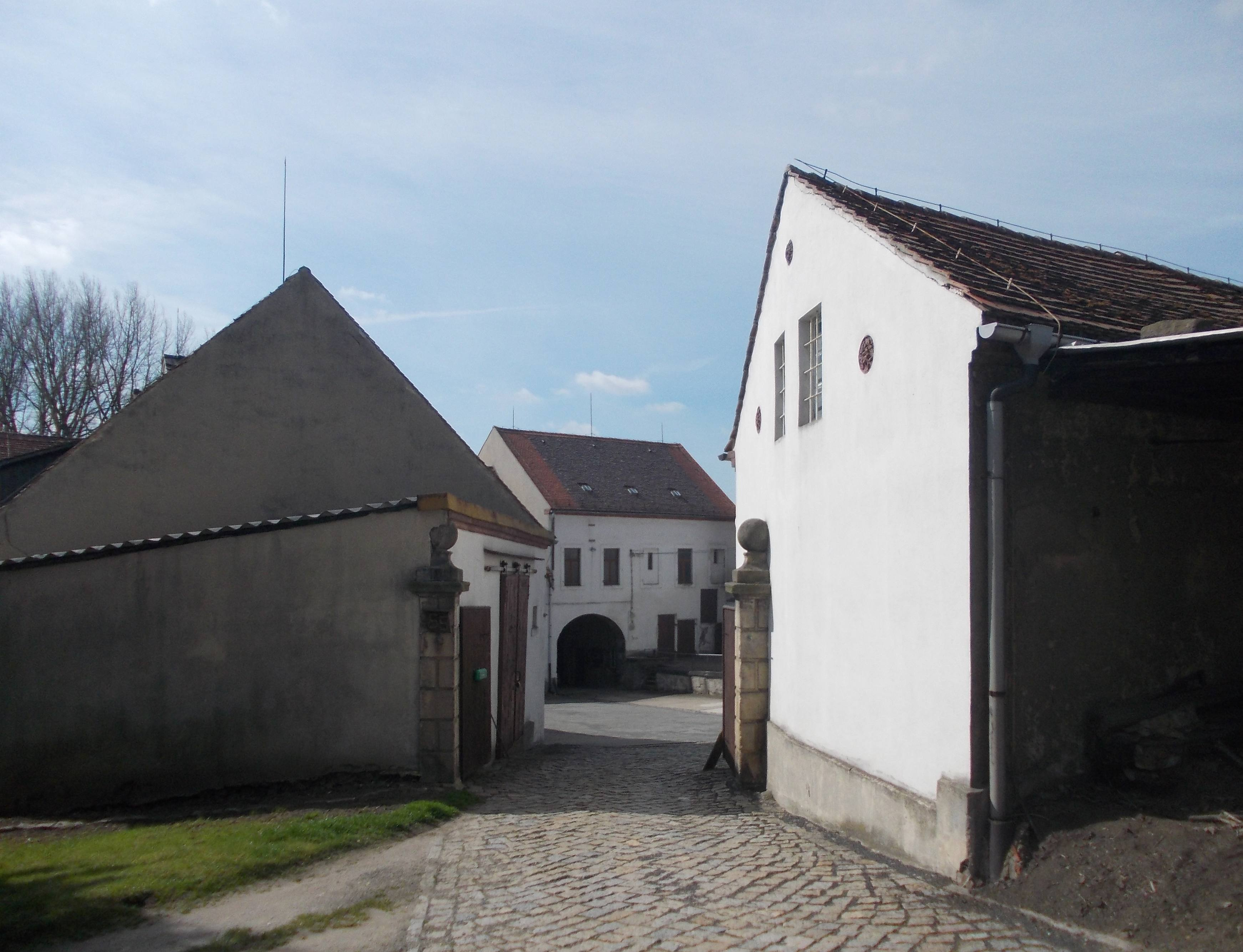
Blick von Norden in das Niedere Hasenberggut

Das Niedere Hasenberggut▼ (Am Hasenberg 55) ist ein historischer Vierseithof mit Wohnhaus, zwei Stallgebäuden und Scheune; ab der nordöstlichen Hofecke befindet sich die Toreinfahrt mit Pfeilern.
Das ehemalige „Radgendorfer Dominium auf dem Hasenberg“ wurde wahrscheinlich im 15. Jahrhundert errichtet. Es wurde entweder durch einen Besitzer des Zittauer Lehngutes Radgendorf angelegt oder aufgekauft. Bei den zugehörigen Fluren handelte es sich zumeist um städtische Äcker. Die geforderte Ableistung der Frondienste durch die Radgendorfer Untertanen auf dem Hasenberg bildete einen ständigen Streitpunkt. 1774 ließ der Radgendorfer Lehngutsbesitzer Kießling die Wohn- und Wirtschaftsgebäude, teilweise mit Fachwerk, neu errichten. Karl Heinrich von Kießling auf Medingen und Radgendorf verkaufte 1806 den Hof „zum niedern Hasenberg“ für 11.400 Thaler an den Wittgendorfer Leinwandfaktor und Gärtner Christian Schönfelder. Dessen Sohn Benjamin Schönfelder schloss wegen der anhaltenden Querelen mit den Radgendorfer Untertanen am 22. April 1822 einem Rezess mit dem Rat zu Zittau. In diesem wurde das Niedere Hasenberggut vom Lehngut Radgendorf abgetrennt und die zum Gut gehörigen städtischen Äcker und Wiesen als städtisches Gut an Schönfelder verliehen. 1829 kaufte der Zittauer Bürger Johann Gottlieb Schäfer das Gut, ab 1840 gehörte es dessen Sohn Ernst Gottlob Schäfer.

## Städtisches Hasenberggut

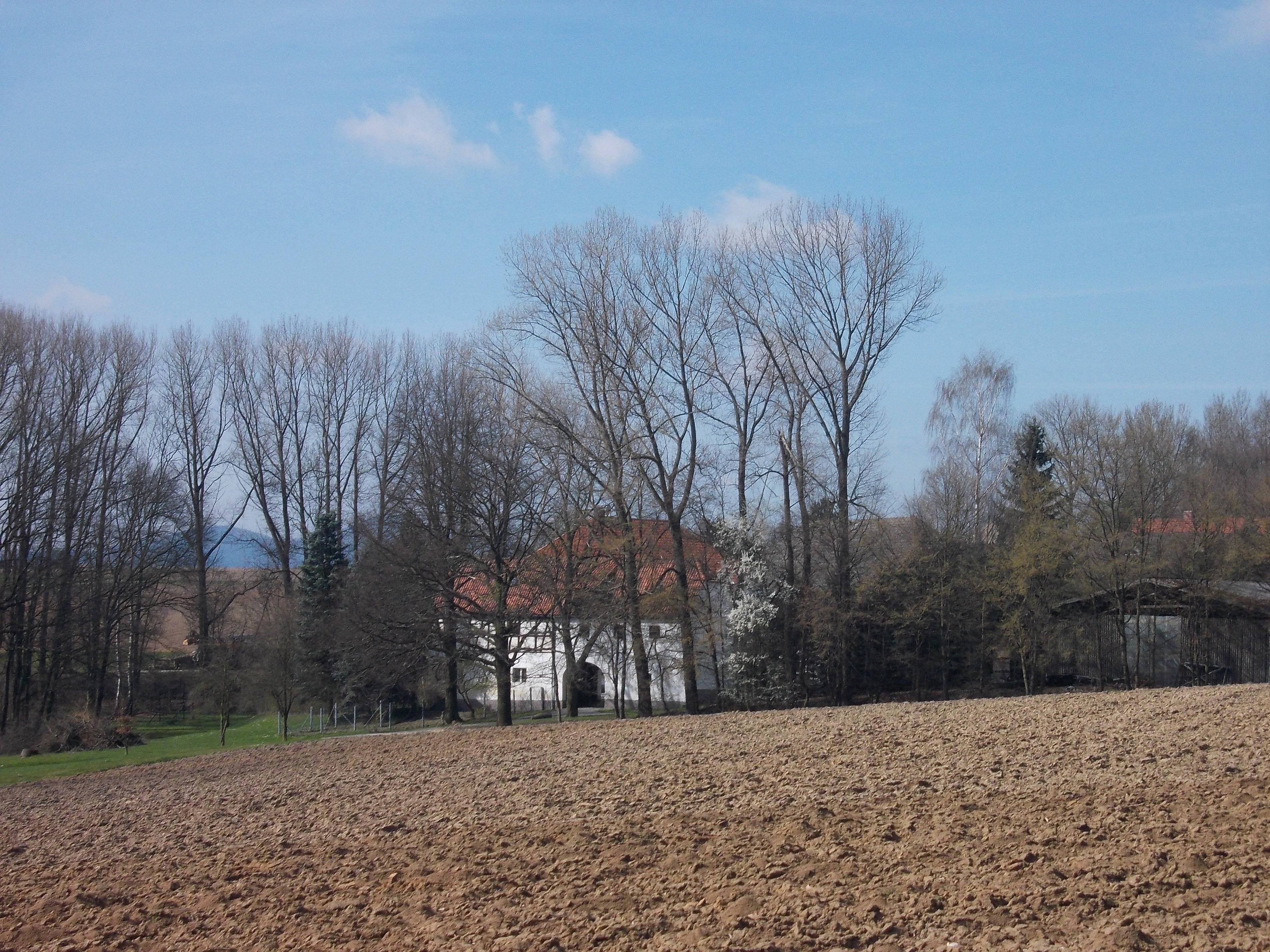
Blick von Nordosten auf das Städtische Hasenberggut

Das Städtische Hasenberggut ▼ (Am Hasenberg 53) ist ein historischer Vierseithof mit Gutshaus, zwei Wirtschaftsgebäuden sowie einer Scheune mit Tordurchfahrt an der Ostseite; zum Anwesen gehört ein parkähnlicher Garten mit altem Baumbestand.
Erstmals erwähnt wurde es 1464 als Besitz des Zittauer Bürgers Nicolas Ludwigsdorf. Dessen Familie, die sog. „Lußdorfer“, hielt einen umfangreichen Grundbesitz in Zittau, Olbersdorf und Bertsdorf. Danach gehörte das Gut verschiedenen Zittauer Bürgerfamilien. 1713 ließ der Zittauer Kaufmann Friedrich Schreer südlich des Wohnhauses einen Lustgarten anlegen. Am 19. Juli 1725 brannten nach einem Blitzeinschlag das Wohnhaus und die Scheune ab. Am 3. Juni 1797 schlug erneut ein Blitz in das Wohnhaus ein, dabei wurde das Dachwerk zerstört. Am 3. November 1856 brach in einer Bodenkammer des Wohnhauses ein Feuer aus, durch die dort lagernden Flachs- und Heuvorräte breitete es sich über den gesamten Dachstuhl aus; ein Übergreifen auf die Wirtschaftsgebäude und das angrenzende Niedere Hasenberggut konnten noch verhindert werden.

### Besitzer
- ab 1464: Familie Ludwigsdorf
- um 1570–1584: Joachim von Milde auf Eibau und Niederleutersdorf, Bürgermeister von Zittau
- Anfang des 17. Jahrhunderts: Peter Hartmann
- danach bis 1613: Martin Hopfstock, Bürgermeister von Zittau
- danach: „der Hauptmann aus Reichenberg“ (Joachim Jung von Jungenfels)
- 18. Jahrhundert: Familie Schreer bzw. Schröer
  - um 1713: Friedrich Schreer
  - danach bis 1755: Johann Christian Johne, Bürgermeister von Zittau
  - ab 1755: dessen Witwe Christiane Dorothee Johne, geborene Schröer
  - 1768: Anna Rosine verw. Schröer
- danach: Johann Joachim Sohn
- um 1798: dessen Witwe Christiane Friederike Sohn, geborene Böttcher
- 19. Jahrhundert: Familien Kretschmer und Friedrich
  - ab 1866: Karl Gustav Eduard Friedrich
- 20. Jahrhundert:
  - ab 1935: Joachim Lehmann, welcher das Gut von ”Kretschmers Erben” erwarb